# Al-Jazira Club
Der al-Jazira Club (arabisch نادي الجزيرة, DMG Nādī l-Ǧazīra) ist ein Fußballverein aus Abu Dhabi, Vereinigte Arabische Emirate. Die Fußballabteilung spielt aktuell in der höchsten Liga des Landes, der UAE Arabian Gulf League. Seine Heimspiele trägt der Verein im al-Jazira-Mohammed-Bin-Zayed-Stadion aus.

## Geschichte
Der Verein, der am 19. März 1974 gegründet wurde, ging aus den beiden Vereinen al Khalidiyah Club und al Bateen Club hervor.  Nach dem Abstieg aus der 1. Liga, zu Ende der Saison 1994/95, folgte 1997 der Wiederaufstieg in die UAE League. Seitdem spielt der Verein fortwährend in der höchsten Liga. Im Jahr 2009 nahm der Verein erstmals an der AFC Champions League teil. 2009/10 konnte der UAE Arabian Gulf Cup gewonnen werden. In der Saison 2010/11 erlangte der Verein seinen ersten Meistertitel und gewann in der gleichen Spielzeit den UAE President’s Cup, welcher in der folgenden Saison nochmal gewonnen werden konnte. Dazu kommen zwei Vizemeisterschaften, 2001/02 und 2007/08. In den Spielzeiten 2004/05, 2005/06, 2006/07, 2012/13 und 2013/14 wurde der Verein jeweils Dritter der Liga. 2007 wurde erstmals die GCC Champions League gewonnen.
Nachdem man 2012/13 nur Dritter wurde, wurden Abdelaziz Barrada, Nelson Valdez und Felipe Caicedo verpflichtet. Im Verlaufe der Saison wurde Luis Milla durch Walter Zenga ersetzt. Dennoch konnte 2013/14 nur der 3. Platz erreicht werden.
Zur nächsten Saison wurde der Kader mit Mirko Vučinić, Jonathan Pitroipa und Manuel Lanzini verstärkt, nachdem die drei Neuverpflichtungen der letzten Saison den Verein verließen. Des Weiteren wurde Walter Zenga entlassen und durch den Belgier Eric Gerets ersetzt. Die Saison wurde mit dem 2. Platz in der Liga beendet. Zudem schied man in den beiden Pokalwettbewerben frühzeitig aus. Auch wenn die Mannschaft den Meistertitel knapp verpasste, konnten die Spieler Einzeltrophäen gewinnen. Vučinić wurde als "Foreign Player of the Year" ausgezeichnet, während Mabkhout den "Emirati-Player of the Year"-Preis gewinnen konnte.
Zur Spielzeit 2015/16 wurden Thiago Neves und Jefferson Farfan unter Vertrag genommen. Jucilei, Manuel Lanzini und Jonathan Pitroipa verließen den Verein. Zudem ersetzt der Brasilianer Abel Braga Eric Gerets als Trainer. Nach einer 4:0-Auswärtsniederlage gegen den Dibba al-Fujairah Club wurde der Kontrakt in beidseitigem Einvernehmen aufgelöst. Al-Jazira verweilte zu diesem Zeitpunkt auf Platz 11 in der Liga und konnte nur drei der 16 absolvierten Ligaspiele gewinnen. Zwei Wochen später wurde Bragas Nachfolger vorgestellt. Der Niederländer Henk ten Cate sollte die Mannschaft in ruhigere Fahrwässer pilotieren. Im Wintertransferfenster wurde Kenwyne Jones von Cardiff City bis zum Ende der Spielzeit ausgeliehen, der den verletzten Vučinić ersetzen sollte. Zudem ersetzte der Spanier Ángel Lafita den ebenfalls verletzten Farfan. Tatsächlich beendete die Mannschaft die Saison mit einem siebten Platz in sicheren Fahrwassern. Zudem konnte der UAE President’s Cup im Elfmeterschießen gegen al-Ain gewonnen werden.
Thiago Neves verließ den Verein nach zwei Jahren in Richtung seiner Heimat und wurde durch den Marokkaner Mbark Boussoufa ersetzt. Im Wintertransferfenster folgte der Brasilianer Leonardo vom aktuellen AFC-Champions-League-Sieger Jeonbuk Motors.

## Platzierungen
| Saison   | 1996 | 1997 | 1998 | 1999 | 2000 | 2001 | 2002 | 2003 | 2004 | 2005 | 2006 | 2007 | 2008 | 2009 | 2010 | 2011 | 2012 | 2013 | 2014 | 2015 | 2016 | 2017 | 2018 | 2019 | 2020 | 2021 | 2022 |
| -------- | ---- | ---- | ---- | ---- | ---- | ---- | ---- | ---- | ---- | ---- | ---- | ---- | ---- | ---- | ---- | ---- | ---- | ---- | ---- | ---- | ---- | ---- | ---- | ---- | ---- | ---- | ---- |
| Liga     | 2    | 2    | 1    | 1    | 1    | 1    | 1    | 1    | 1    | 1    | 1    | 1    | 1    | 1    | 1    | 1    | 1    | 1    | 1    | 1    | 1    | 1    | 1    | 1    | 1    | 1    | 1    |
| Position | ?    | ?    | 8    | 6    | 5    | 3    | 2    | 6    | 6    | 3    | 3    | 3    | 2    | 2    | 2    | 1    | 4    | 3    | 3    | 2    | 7    | 1    | 7    | 5    | 3    | 1    |      |

## Vereinserfolge

### National
- UAE Pro League

Meister 2010/11, 2016/17, 2020/21
Vizemeister 2001/02, 2007/08, 2008/09, 2009/10, 2014/15
- UAE President’s Cup

Pokalsieger 2010/11, 2011/12, 2015/16
Finalist 2001/02
- UAE Arabian Gulf Cup

Ligapokalsieger: 2009/10, 2024/25
Finalist 2012/13, 2013/14
- UAE Arabian Gulf Super Cup

Sieger: 2021
Finalist 2011, 2012, 2016

### Regional
- GCC Champions League

Sieger 2007

## Kader der Saison 2024/25
Stand: 17. Oktober 2024
| Nr. |                              | Position | Name                  |
| --- | ---------------------------- | -------- | --------------------- |
| 1   | Vereinigte Arabische Emirate | TW       | Abdullrahman Al Ameri |
| 2   | Vereinigte Arabische Emirate | AB       | Abdulla Idrees        |
| 3   | Vereinigte Arabische Emirate | AB       | Ahmed Mahmoud         |
| 4   | Niederlande                  | AB       | Karim Rekik           |
| 5   | Vereinigte Arabische Emirate | AB       | Khalifa al-Hammadi    |
| 6   | Vereinigte Arabische Emirate | AB       | Mohamed Omar al-Attas |
| 8   | Vereinigte Arabische Emirate | MF       | Mamadou Coulibaly     |
| 9   | Vereinigte Arabische Emirate | ST       | Zayed Al Ameri        |
| 10  | Vereinigte Arabische Emirate | ST       | Khalfan Mubarak       |
| 11  | Vereinigte Arabische Emirate | MF       | Abdalla Ramadan       |
| 13  | Argentinien                  | ST       | Ramón Miérez          |
| 13  | Vereinigte Arabische Emirate | ST       | Richard Akonnor       |
| 15  | Marokko                      | AB       | Mohammed Rabii        |
| 16  | Vereinigte Arabische Emirate | ST       | Ahmed Fawzi           |
| 17  | Agypten                      | MF       | Mohamed Elneny        |
| 19  | Vereinigte Arabische Emirate | ST       | Oumar Traoré          |
| 20  | Brasilien                    | MF       | Fernando              |
| 20  | Frankreich                   | MF       | Nabil Fekir           |
| 22  | Serbien                      | MF       | Nikola Vukić          |
| 23  | Vereinigte Arabische Emirate | AB       | Mubarak Zamah         |
| 24  | Vereinigte Arabische Emirate | AB       | Zayed Sultan          |
| 25  | Kolumbien                    | MF       | Samer Farid           |
| 28  | Turkei                       | AB       | Ravil Tagir           |

| Nr. |                              | Position | Name                 |
| --- | ---------------------------- | -------- | -------------------- |
| 33  | Marokko                      | AB       | Chahine van Bohemen  |
| 38  | Vereinigte Arabische Emirate | AB       | Nawaf Salem          |
| 39  | Elfenbeinküste               | ST       | Hermann Behiratche   |
| 43  | Vereinigte Arabische Emirate | AB       | Abdulla Jaafar       |
| 45  | Vereinigte Arabische Emirate | AB       | Abdullah Khairi      |
| 54  | Vereinigte Arabische Emirate | TW       | Abdulla Al-Hammadi   |
| 55  | Vereinigte Arabische Emirate | TW       | Ali Khaseif          |
| 64  | Marokko                      | AB       | Anwar Moutawafiq     |
| 66  | Serbien                      | TW       | Stojan Leković       |
| 70  | Vereinigte Arabische Emirate | ST       | Ahmed al-Attas       |
| 72  | Vereinigte Arabische Emirate | AB       | Abdulla Mohamed      |
| 72  | Vereinigte Arabische Emirate | MF       | Abdullah Fadaq       |
| 72  | Vereinigte Arabische Emirate | AB       | Abdulla Al Hashimi   |
| 80  | Vereinigte Arabische Emirate | ST       | Bruno                |
| 81  | Vereinigte Arabische Emirate | ST       | Ali Al-Memari        |
| 83  | Vereinigte Arabische Emirate | MF       | Zayed Khamis         |
| 90  | Vereinigte Arabische Emirate | TW       | Hamad Menhali        |
| 92  | Kongo Demokratische Republik | ST       | Neeskens Kebano      |
| 99  | Brasilien                    | ST       | Vinicius Mello       |
|     | Belgien                      | MF       | Jay-Dee Geusens      |
|     | Vereinigte Arabische Emirate | AB       | Hamdan Abdulrahman   |
|     | Vereinigte Arabische Emirate | AB       | Mohammad Yousuf Atiq |
|     | Brasilien                    | AB       | Vitor Vargas         |

## Bekannte ehemalige Spieler
- Ricardo Oliveira (2009–2010; 2011–2014)
- Rafael Sóbis (2008–2010)
- Fernando Baiano (2008–2009)
- Bonaventure Kalou (2007–2008)
- Elson Becerra (2003–2006)
- George Weah (2001–2003)
- Phillip Cocu (2007–2008)
- Bartholomew Ogbeche (2005–2006)
- Mohamed Kader (2007)
- Mamam Cherif Touré (2007–2008)
- Nelson Valdez (2013–2014)
- Felipe Caicedo (2014)
- Abdelaziz Barrada (2013–2014)
- Jonathan Pitroipa (2014–2015)
- Jucilei (2014–2015)
- Thiago Neves (2015–2017)
- Manuel Lanzini (2015–2016)
- Kenwyne Jones (2016)

## Trainer
- Džemaludin Mušović (1995–1996)
- Ján Pivarník (1999–2000)
- Jan Versleijen (2006–2007)
- László Bölöni (2007–2008)
- Abel Braga (2008–2011)
- Alejandro Sabella (2011)
- Franky Vercauteren (2011–2012)
- Caio Júnior (2012)
- Paulo Bonamigo (2012–2013)
- Luis Milla (2013)
- Walter Zenga (2013–2014)
- Eric Gerets (2014–2015)
- Abel Braga (2015)
- Henk ten Cate (2015–)